# وارن كلارك
وارن كلارك (بالإنجليزية: Warren Clarke)‏ (مواليد 26 أبريل 1947 - الوفاة 12 نوفمبر 2014) ممثل إنجليزي.

## حياته
ولد كلارك في مدينة أولدهام بمقاطعة لانكشاير، وحصل على فرصته في الفيلم المثير للجدل “ايه كلوكورك أورانج” عام 1971، من إخراج ستانلي كوبريك، لكنه أدار ظهره لإمكانية العمل في هوليوود ليصبح ممثلا مستقلا. ولم يحقق كلارك النجومية والأمن المالي إلا بعد نجاح مسلسل الدراما الشرطية «دالزيل وباسكو» على المستوى العالمي في تسعينيات القرن الماضي، حيث جسد خلاله دور «آندي دالزيل» وهو مفتش مدينة يوركشاير.
توفي الممثل البريطاني، وارن كلارك، عن عمر يناهز 67 عاما بعد معاناة مع المرض استمرت فترة قصيرة.

## حياته الشخصية
كان كلارك محبا لرياضة الغولف، كما كان مشجعا ومحبا لنادي مدينة مانشستر منذ سن السابعة.
زواج كلارك الأول انتهى بالطلاق بعض بضعة سنين من وفات والديه، وقد أنجبوا ابنا، روان.
تزوج كلارك للمرة الثانية من ميشيل وأنجبا ابنة، جورجيا.

## وصلات خارجية
- وارن كلارك على موقع IMDb (الإنجليزية)
- وارن كلارك على موقع ألو سيني (الفرنسية)
- وارن كلارك على موقع ميوزك برينز (الإنجليزية)
- وارن كلارك على موقع أول موفي (الإنجليزية)
- وارن كلارك على موقع قاعدة بيانات الأفلام السويدية (السويدية)
- وارن كلارك على موقع قاعدة بيانات الفيلم (الإنجليزية)
- وارن كلارك على موقع كينوبويسك (الروسية)